# Football en Côte d'Ivoire

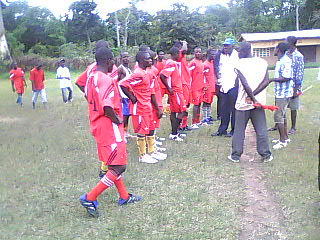
Une équipe de football de Gbogolo

Le football en Côte d'Ivoire est le sport le plus populaire.
Depuis quelques années, et à la suite des bons résultats de l'équipe nationale tant sur le continent africain qu'au plan mondial (vainqueur de l'édition 1992, 2015 et 2024 de la Coupe d'Afrique des nations, finaliste de l'édition 2006 et 2012 respectivement en Égypte et au Gabon et qualification pour la Coupe du monde de football de 2006 en Allemagne), les footballeurs de Côte d'Ivoire sont devenus très appréciés par les clubs professionnels d'Europe.
Le pays compte plusieurs clubs professionnels, notamment ceux d'Abidjan, dans le championnat de première division qui attire des joueurs venus d'autres pays africains ou d'Amérique du Sud.

## Compétitions nationales
Le championnat national, organisé par la Fédération ivoirienne de football et sponsorisé par la société Orange, comporte 16 clubs en Division 1, 24 en Division 2, 36 en Division 3 et 80 en Division 4.
Deux coupes nationales, la Coupe de Côte d'Ivoire de football et la Coupe Félix-Houphouët-Boigny, mettent aux prises ces clubs chaque année.

## Compétitions internationales

### Équipes nationales
En 1984, la Côte d'Ivoire a organisé la Coupe d'Afrique des nations de football avec des matches se déroulant à Abidjan et à Bouaké. Pour soutenir l'équipe nationale et en raison de l'engouement que suscite ce sport dans le pays, le gouvernement a décidé de fermer les écoles pendant la durée de la compétition. Bien que l'équipe nationale ait été éliminée dès le premier tour de l'épreuve, aucun cours n'a eu lieu pendant 2 semaines...
L'équipe nationale a remporté la Coupe d'Afrique des nations de football en 1992 et 2015 et a été finaliste de cette compétition en 2006 et 2012. En 2006, pour la première fois de son histoire, la Côte d'Ivoire s'est qualifiée pour la Coupe du monde de football. En 2008, son équipe olympique s'est qualifiée pour les Jeux olympiques de Pékin.

### Clubs
En 1998, l'ASEC Mimosas a remporté la Ligue des Champions de la CAF après avoir été finaliste de cette même compétition en 1995. En 1999, ce club réussira un phénoménal exploit en remportant, à Abidjan, la Supercoupe d'Afrique des clubs face à l'Espérance de Tunis, en alignant son équipe junior.
Avant elle le Stade d'Abidjan avait décroché le premier trophée international africain en club pour la Côte d'Ivoire en remportant la coupe d'Afrique des clubs champions en 1966. 
Un autre club d'Abidjan, l'Africa Sports, a remporté la Coupe d'Afrique des vainqueurs de coupes à 2 reprises, en 1992 et 1999, et a également remporté la Supercoupe d'Afrique des clubs en 1992.

Le Stella Club d'Adjamé encore un autre club d'Abidjan en plus de la coupe d'Afrique des vainqueurs de coupes remportée en 1980 a également remporté la Coupe de la CAF en 1993.
Ce qui fait un total pour la Côte d'Ivoire de 6 trophées remportés au niveau des clubs. Deux en Ligue africaine des champions, trois victoires en Coupe des coupes et un succès en coupe de la Confédération Africaine de Football. 
Il faut ajouter que la Côte d'Ivoire a aussi remporté à différentes reprises plusieurs petits tournois sous-régionaux (Afrique de l'Ouest) en club ou avec son équipe nationale. Notamment les tournois du conseil de l'entente ceux de la CEDEAO ou encore ceux organisés par l'UFOA, l'Union des Fédérations Ouest Africaine de Football.

## Le «Maracana»
L'engouement pour le football est tel dans le pays que s'est organisée toute une série de compétitions locales très populaires qui se jouent avec 7 joueurs et surnommées Le Maracana dont la plus populaire, qui se déroule à Yopougon est le Festival de Maracana d'Abidjan (FESTMA) qui  sera à sa 6e édition cette année.

## Centres de formations
À la suite du succès de l'« académie de football » Mimosifcom dont plusieurs anciens pensionnaires ont rejoint les clubs professionnels européens, plusieurs centres de formation de jeunes footballeurs ont vu le jour : Centre Cyril Domoraud, Labo foot de Yopougon, Centre ivoirien de formation de football d'Abidjan (CIFFA), l'Etoile Scientifique Football Abidjan(ESFA), Kaba Football Académie d'adjamé (KAFA) , etc..

## Footballeurs en activité
- Yahia Fofana
- Badra Sangaré
- Charles Folly
- Sylvain Gbohouo
- Ira Tapé Eliezer
- Issa Fofana
- Christopher Operi
- Ghislain Konan
- Hassane Kamara
- Ismaël Diallo
- Evan Ndicka
- Ousmane Diomande
- Kossonou Odilon
- Willy Boly
- Simon Deli
- Wilfried Singo
- Sinaly Diomandé
- Serge Aurier
- Abakar Sylla
- Hamed Junior Traorè
- Seko Fofana
- Franck Kessié
- Jean Michaël Seri
- Ibrahim Sangaré
- Sébastien Haller
- Simon Adingra
- Jean Evrard Kouassi
- Jean-Daniel Akpa-Akpro
- Wilfried Zaha ·
- Jean-Philippe Krasso
- Max Gradel
- Christian Kouamé
- Lazare Amani
- Idrissa Doumbia
- Kalpi Ouattara
- Wilfried Kanga
- Éric Bailly
- Lago Junior
- Kouassi Attohoula Yao
- Aka Essis Baudelaire
- Roger Assalé
- Tié Nicolas
- Sayouba Mandé
- Lacina Traoré
- Éric Junior Gohouro Bi
- Zouzoua Pacôme
- Wayou Constant
- Konan N'Dri
- Ousmane Adama Ouattara
- N'dri Ulrich Edan
- Gervinho
- Chris Bédia
- Ousmane Viera
- Ismaël Diomandé
- Souleyman Doumbia
- Nicolas Pépé
- Guela Doué
- Chaka Traoré
- Bamo Meïté
- Evann Guessand
- Jean N'Guessan
- Armel  Zohouri Junior
- Paul Akouokou
- Habib Maïga
- Victorien Angban
- Jean-Eudes Aholou
- Moïse Sahi Dion
- Patric Vignon Ouotro
- Karamoko Sankara
- Maxwell Cornet
- Cheick Doucouré
- Jean-Philippe Gbamin
- Amad Diallo
- Ismaël Traoré
- Yohan Boli
- Jonathan Bamba
- Wilfried Bony
- Jonathan Kodjia
- Oumar Diakité
- Karim Konaté
- Jérémie Boga

## Anciens joueurs
| - Beugré Yago - Sékou Bamba - Pascal Miézan - Emmanuel Moh - Mangué Cissé | - Mama Ouattara - Sékana Diaby - Donald-Olivier Sié - Martial Yeo - Dali Benoit | - Abdoulaye Traoré - Alain Gouaméné - Ignace Wognin - Sékou Touré - Désiré-Jean Sikely · | - François Zahoui - Basile Boli - Roger Boli - Laurent Pokou - Lucien Kassi-Kouadio | - Michel Goba - Gadji Celi - Didier Otokoré - Youssouf Falikou Fofana - Joël Tiéhi |  |